# Chapelle Notre-Dame de Pène-Tailhade
Pour les articles homonymes, voir chapelle Notre-Dame.
La chapelle Notre-Dame de Pène-Tailhade est un édifice religieux catholique située à Cadéac en France.

## Toponymie
Son nom est une francisation directe de l'occitan pena talhada [ˈpɛnə taˈʎaðə] « roche taillée », une description de son lieu d'implantation.

## Localisation
La chapelle est située dans le département français des Hautes-Pyrénées, en Vallée d'Aure, au sud du village de Cadéac. Son porche enjambe la route départementale D929.

## Historique
La chapelle est sûrement de style roman mais a été reconstruite en 1558[réf. souhaitée].
 La chapelle est inscrite au titre des monuments historiques le 22 juillet 1971.

## Architecture
La chapelle est composée d’une nef unique terminée par une abside semi-circulaire, recouverte d’une fausse voûte en lambris prolongée d’une abside semi circulaire avec à l’ouest un vaste porche sous lequel passe la route.
La chapelle est ornée de peintures murales qui représentent une Dormition et une Assomption de la Vierge.

## Le chemin de croix
Dans l'église se trouve un chemin de croix similaire à celui de l'église Notre-Dame-de-l'Assomption de Tuzaguet et de celui de l'église Saint Blaise-et-Saint Martin d'Ancizan ; il est installé sur les murs de la nef et du chœur.

## Mobilier
Les peintures murales du porche sont classées au titre objet des monuments historiques par arrêté du 30 juillet 1907.
Le maître-autel est orné d’un retable du XVIIIe siècle surmonté d’un baldaquin abritant des statues de la Vierge : 
- une Vierge de Pitié orante du XVe siècle, en bois taillé peint et polychromé, classée au titre objet des monuments historiques par arrêté du 17 avril 2002[3]
- une Vierge de Pitié du XVe siècle, en bois taillé polychromé, classée au titre objet des monuments historiques par arrêté du 17 avril 2002[4]
- une Vierge de Pitié du XVe siècle, en bois taillé polychromé, classée au titre objet des monuments historiques par arrêté du 17 avril 2002[5]

## Galerie

Sélection de vues de la chapelle
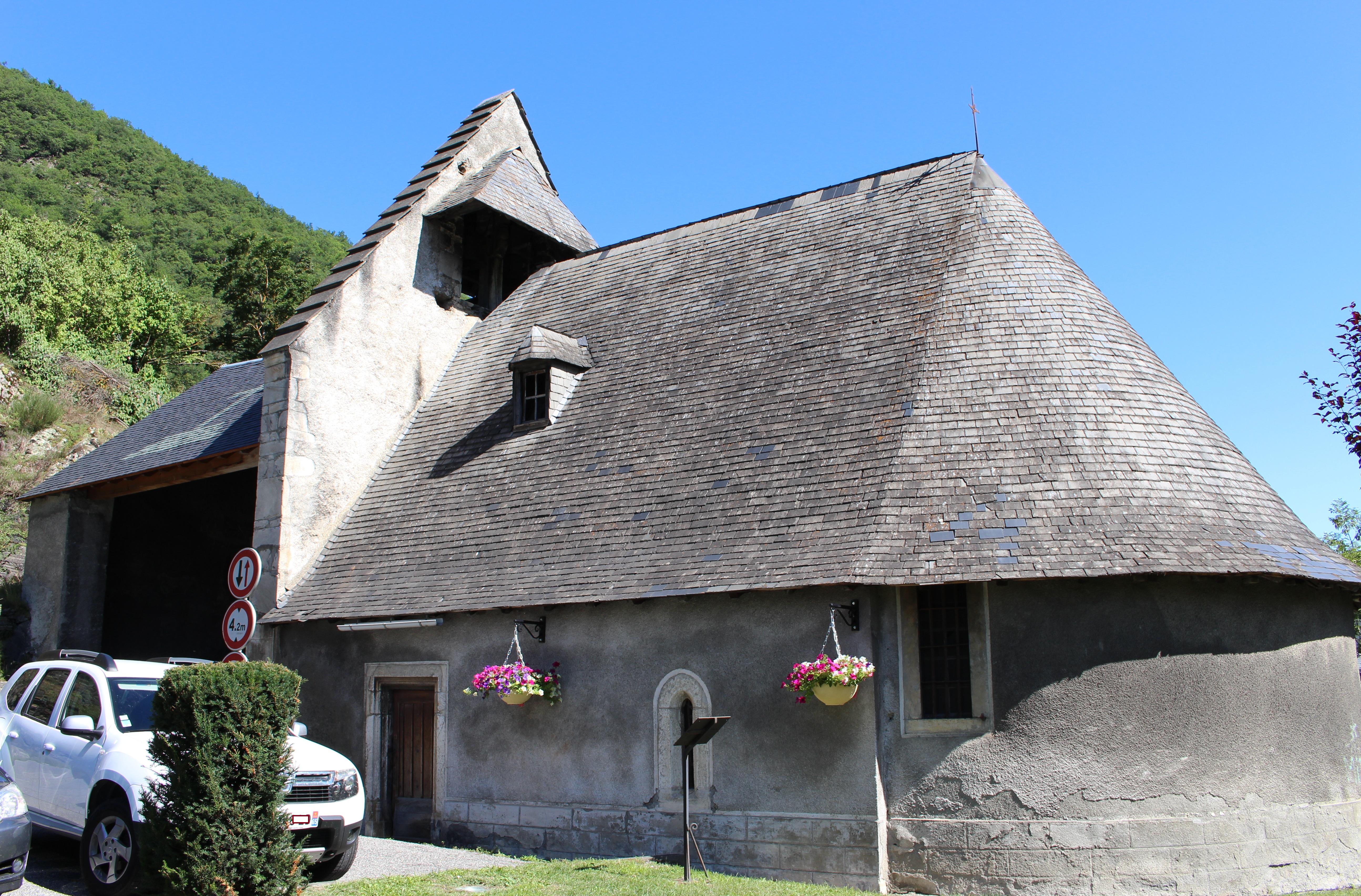
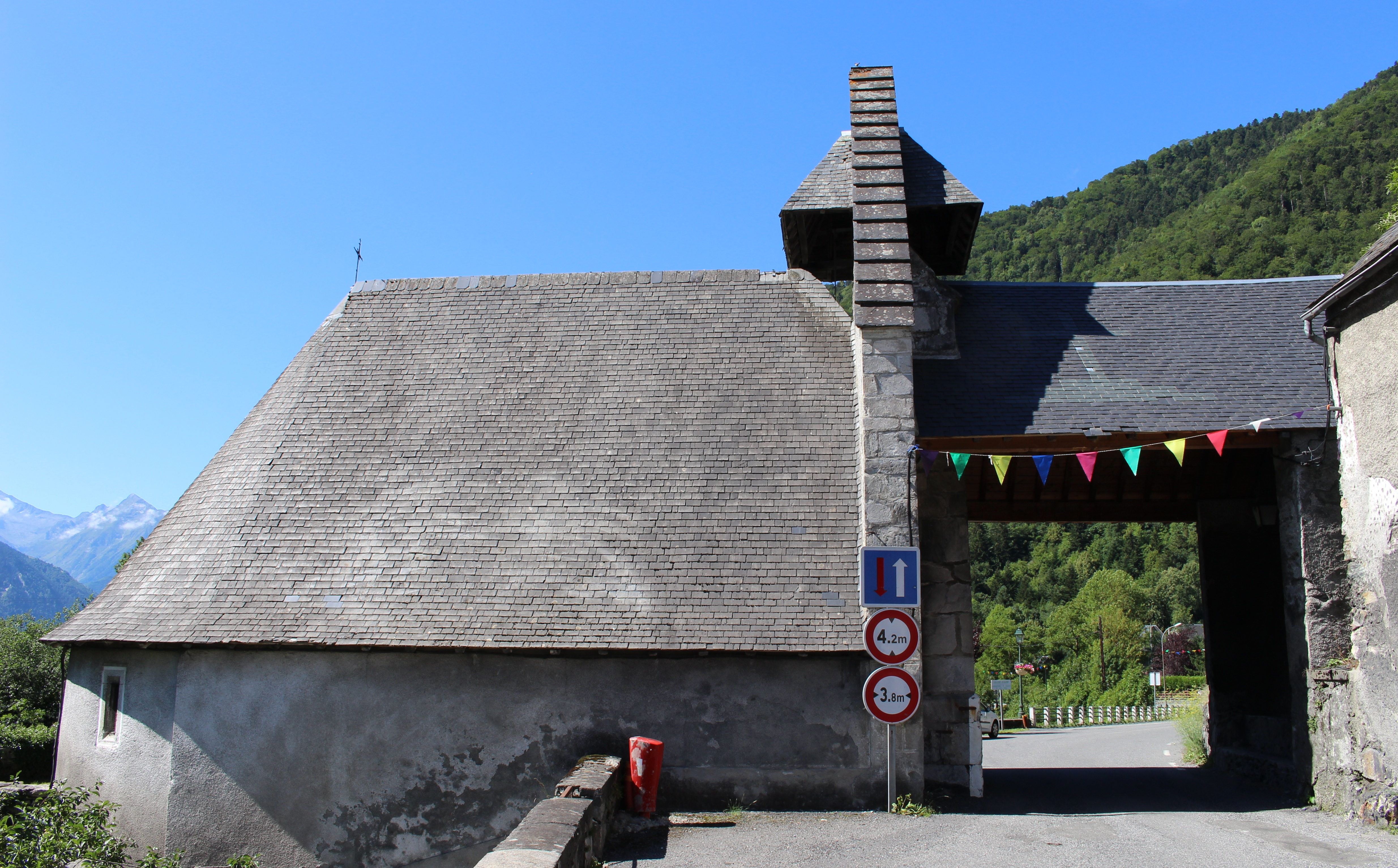
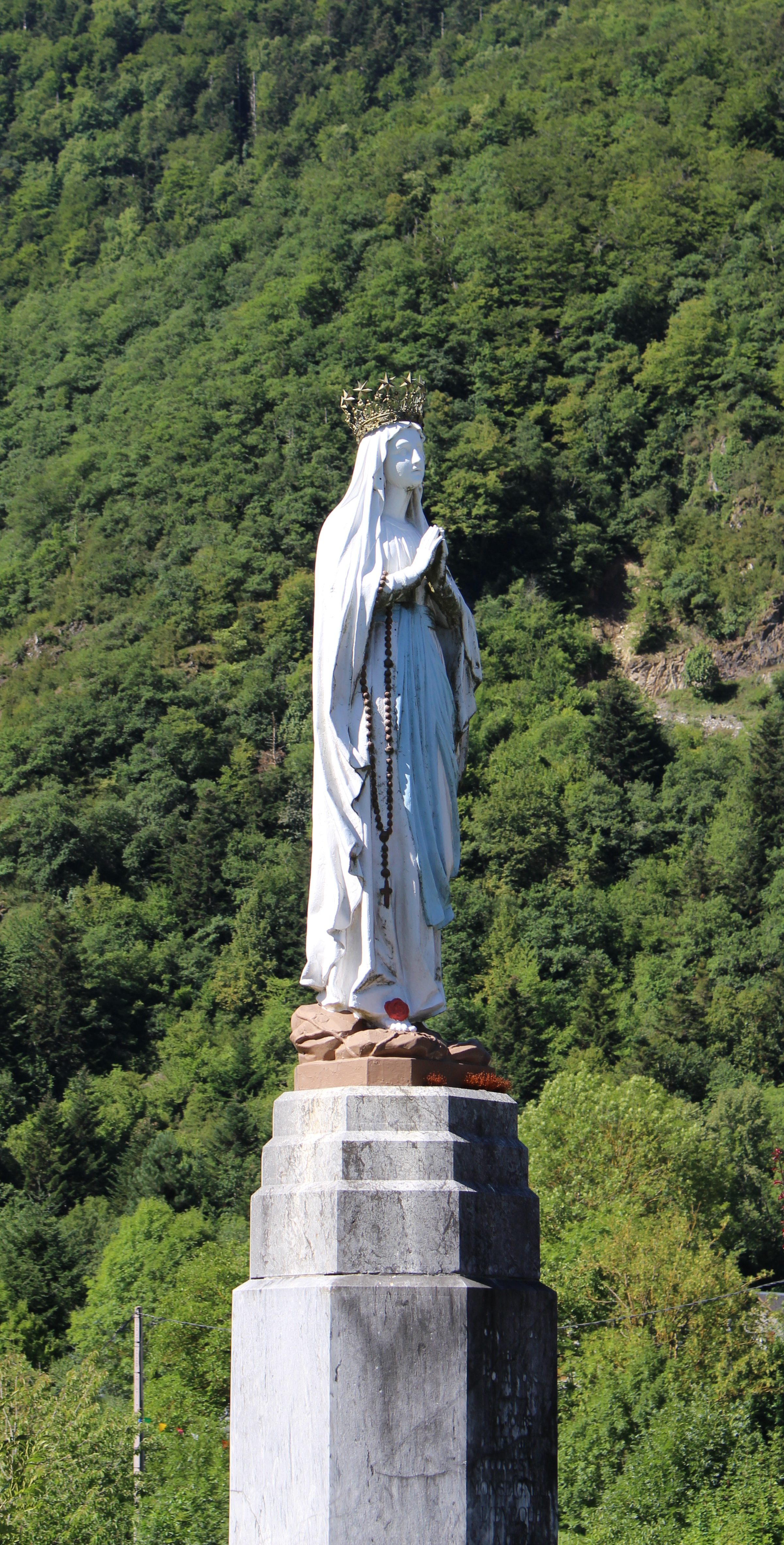